# Голубоглазка Элмера
Голубогла́зка Э́лмера (лат. Sisyrinchium elmeri) — вид цветковых растений рода Голубоглазка (Sisyrinchium) семейства Ирисовые (Iridaceae).

## Ботаническое описание
Многолетнее корневищное травянистое растение, формирующее дерновинки. Стебли узкие, 20—30 см высотой, зелёные, без воскового налёта, высыхают, приобретая тёмно-зелёный или коричневатый, но не чёрный цвет. Плоские, узкие листья похожи на листья злаков.
Цветок состоит из 6 листочков околоцветника около 1 см длиной. Они жёлтого или жёлто-оранжевого цвета, с тёмно-коричневыми жилками.
Плод — тёмная коричневая коробочка.

## Распространение и местообитание
Эндемик Калифорнии, где встречается в горах от гор Кламат, далее через Сьерра-Неваду до хребта Сан-Бернардино. Растёт во влажных местах, таких как луга и болота.

## Синонимика
- Hydastylus elmeri (Greene) E.P.Bicknell
- Hydastylus rivularis E.P.Bicknell[1]